# Portrait de madame de Soer de Solières
Le Portrait de madame de Soer de Solières est un pastel réalisé en 1897 par Adrien de Witte, peintre belge et professeur à l'Académie royale des beaux-arts de Liège. Dans une symphonie de gris, de blanc et de mauve, l'artiste brosse le portrait « d'une grande dame parée avec le plus grand raffinement ».

## Élaboration et genre artistique
Ce portrait au pastel est réalisé en 1897 par Adrien de Witte,, qui, à cette époque, se consacre pleinement aux multiples cours qu'il prodigue à l'Académie royale des Beaux-Arts Liège,. De 1885 jusqu'à sa mise à la retraite en 1921, il se centre sur l'enseignement « au détriment de sa production personnelle »,,. On retrouve néanmoins « la même virtuosité attentive » dans les œuvres qu'il produit durant cette période. 
Le catalogue qu'effectuent, en 1927, Charles Delchevalerie et Armand Rassenfosse de l'œuvre du peintre dénombre seulement sept pastels. La quasi-totalité correspond à des portraits et six sur sept sont exécutés entre 1887 et 1900, plus un dernier qui est daté de 1922.

## Madame de Soer de Solières
Adèle Cornélie Hyacinthe Wittert de Hoogland (d), née en 1826 à Liège, est la nièce du Baron Adrien Wittert (d), qui, à sa mort, survenue en 1903, lègue à l'université de Liège une importante collection de livres rares, tableaux, dessins, estampes et autres objets d'art, qui forment le cœur des collections de l'actuel musée Wittert,.
En 1846, elle épouse Oscar de Soer de Solières (d),. Ce dernier est bourgmestre pendant un peu plus de 35 ans de la commune de Ben-Ahin, membre fondateur de la nouvelle Société royale d’horticulture de Liège en 1860 et officier de l'ordre de Léopold,,. À partir de 1882, le couple réside à l'hôtel Desoër de Solières, que Mme de Soer de Solières hérite de son père, le général baron Adrien Aimé Thomas Wittert (1798-1880), qui lui-même l'a obtenu en héritage de son épouse, Catherine Richard (1795-1872), fille de l'ancien notaire Jean-Jacques Richard.
M. de Soer de Solières, homme charmant doté « d'une grande affabilité et d'une courtoisie d'une autre époque », décède en août 1904 à l'âge de 82 ans. Pour sa part, « Madame Adèle, baronne Wittert de Hoogland » meurt, âgée de 81 ans, le 17 janvier 1907.

## Parcours de l'œuvre
Selon le catalogue Delchevalerie-Rassenfosse de 1927, l'œuvre fait partie des collections de M. de Soer, probablement l'un des descendants ou parents du couple. En 1981, elle est répertoriée comme étant la propriété de M. Maxime de Soer de Solières dans le catalogue de l'exposition Adrien de Witte : Dessins - Pastels - Gravures.

## Réception critique
Selon l'historienne de l'art Emmanuelle Sikivie, les « quelques portraits de bourgeois respectables » que l'artiste exécute au pastel, comme par exemple ceux de Maurice Chizelle, d'Édouard Brahy-Prost et de Mme de Soer de Solières, sont des « portraits conventionnels où le modèle est figuré dans une attitude classique et où chaque détail de la physionomie ou du vêtement est admirablement rendu ».
Dans le catalogue de l'exposition Adrien de Witte : Dessins - Pastels - Gravures de 1981, Françoise Clercx-Léonard-Etienne et Sylvie Lejeune commentent le portrait en ces termes : « Dans une magnifique symphonie de gris, de blanc et de mauve, de Witte nous a laissé le portrait d'une grande dame parée avec le plus grand raffinement. Le même ruban de satin parme mêlé à la dentelle, orne les cheveux blancs relevés et le jabot retenu par une broche en brillants assortie aux boucles d'oreilles. L'artiste a merveilleusement rendu les motifs et la transparence de la dentelle ».

## Expositions
- 1927 : Exposition d'ensemble de l'œuvre d'Adrien de Witte (dans le cadre du Salon de la Société royale des Beaux-Arts), du 28 mai au 28 juin, Palais des beaux-arts du parc de la Boverie, Liège[1].
- 1950 : Rétrospective Adrien de Witte, du 14 octobre au 12 novembre, musée des Beaux‑Arts, Liège[1].
- 1981 : Adrien de Witte : Dessins - Pastels - Gravures, du 11 septembre au 15 novembre, Cabinet des Estampes et des Dessins, Liège (catalogue no 91)[19].